# Публий Галерий Тракхал
Публий Галерий Тракхал (на латински: Publius Galerius Trachalus) e политик, оратор и сенатор от Римската империя през 1 век.

## Произход и кариера
Фамилията му произлиза от Ариминум. Баща му Гай Валерий е римски конник, префект на Египет (16 – 31 г.), майка му се казва Хелвия. Роднина е на Галерия Фундана, която става втората съпруга на император Вителий.
През 69 г. той сужи като съветник по вътрешните работи на император Отон и евентуално пише също неговите речи. След една година той спасява живота на своята роднина Галерия Фундана от едно наказание от нейния съпруг, новият император Вителий.
През 68 г. е консул заедно с Тиберий Катий Асконий Силий Италик. От април до 9 юни император Нерон става суфектконсул, без колега (за 5 път консул). През юли/август суфектконсулите са непознати, от септември до декември са Гай Белиций Наталис, Публий Корнелий Сципион Азиатик и Кингоний Варон. През 78/79 г. е проконсул на Африка.